# Zvon ze zvonice u kostela sv. Petra a Pavla v Chlumu v Hlinsku
Zvon z r. 1750 ze zvonice u kostela sv. Petra a Pavla v Chlumu v Hlinsku vyrobil zvonař Carl Sebald. Dolní průměr zvonu byl 46 cm, nacházel se na něm reliéf Ukřižování.

## Popis zvonu
- Čepec: jednořádkový nápis: IESUS NAZARENUS REX IUDAEORUM.
- Krk: reliéf Ukřižování, pod křížem vlevo Marie, vpravo Jan. Na protější straně nápis: FUNDIRT / CARL SEBALD / A: 1750.